# Odinia penrithorum
Odinia penrithorum är en tvåvingeart som beskrevs av Timothy M. Cogan 1975. Odinia penrithorum ingår i släktet Odinia och familjen tickflugor.
Artens utbredningsområde är Namibia. Inga underarter finns listade i Catalogue of Life.